# اسماعیل میرفخرایی
اسماعیل میرفخرایی (زادهٔ ۱۹ مهر ۱۳۲۵) مجری و تهیه‌کنندهٔ برنامه‌های علمی تلویزیون اهل ایران است.

## زندگی
میرفخرایی به سال ۱۳۲۵ در محلهٔ شیخ هادی تهران متولد شد. در سال ۱۳۴۳ برای تحصیل رشتهٔ زیست‌شناسی وارد دانشگاه تهران شد. او کار خود را در آبان ۱۳۴۵ به عنوان مجری و تهیه‌کننده برنامه‌های علمی نظیر برنامه «رهاورد» در تلویزیون شروع کرد؛ برنامه‌هایی که اولین برنامه‌های علمی تلویزیون ایران به حساب می‌آیند.

## تحصیلات
او فارغ‌التحصیل رشتهٔ لیسانس زیست‌شناسی از دانشگاه تهران و رشتهٔ رادیو و تلویزیون از دانشگاه ایلینوی جنوبی در کاربوندیل و فوق لیسانس ارتباطات در آموزش از همان دانشگاه است. میرفخرایی پس از انقلاب، بازنشسته شد و برای ادامهٔ تحصیل به استرالیا رفت تا در رشتهٔ ارتباطات و در مقطع دکترا تحصیل کند اما به دلیل بروز مشکلاتی با استاد راهنمایش در حالی که تنها دفاع از پایان‌نامه‌اش با عنوان «استفادهٔ قانونی و غیرقانونی از رسانه در ایران» باقی مانده بود، کار را نیمه‌تمام رها کرد و به ایران بازگشت.

## فعالیت‌ها
ساخت بیش از ۵۰۰ برنامه در زمینهٔ مسائل علمی، شرکت در مجموعهٔ تلویزیونی با عنوان جمعیت، حال، آینده و ساخت مجموعهٔ علمی با طبیعت که به مسائل زیست‌محیطی می‌باشد. از آخرین کارهای میرفخرایی که او به عنوان تهیه‌کننده در آن شرکت کرده، برنامهٔ ارتباط ایرانی می‌باشد. او در کنار فعالیت‌های خود به تدریس در دانشگاه‌های ایران و خارج از کشور نیز اشتغال دارد.
اسماعیل میرفخرایی همچنین در پادکست‌سازی هم فعال بوده و در ساخت چند پادکست مشارکت مستقیمی داشته است. پادکست‌های میرکت و پادکست خداحافظ آفریقا به تهیه کنندگی سیاوش صفاریان‌پور از جمله آثار مشارکت‌های او در حوزه تولید و نشر پادکست است.